# Мітрідат I Іберійський
Флавій Дадес Мітрідат I (груз. მითრიდატე) — іберійський цар у 58—106 роках.

## Життєпис
Походив з династії Фарнавазідів. Син царя Фарсмана I та представниці династії Вірменських Аршакідів. У 58 році після смерті батька стає новим царем Кавказької Іберії. Продовжив політику, спрямовану на союз з Римською імперією. У війні 58—62 років допомагав римлянам у війні за Велику Вірменію.
Під час боротьби за трон після смерті імператора Нерона підтримав Веспасіана. 70 року отримав від імператора Веспасіана почесне звання «Друг Цезаря». У 78 році дозволив спорудити на своїх землях римську фортецю Армазі.
Від імператора Тита або Доміціана отримав римське громадянство і став зватися Флавій Дадес Мітрідат, що є єдиним відомим натепер фактом надання громадянства представнику правлячого іберійського роду. До самої смерті зберігав союз з Римом, спрямований проти Парфії. Помер у 106 році. Йому спадкував син Амазасп I.